# Parapinnixa affinis
Parapinnixa affinis là loài cua đặc hữu của Nam California. Loài này được mô tả năm 1900, và là một trong hai loài cua biển trong sách đỏ IUCN.